# Église Saint-Michel-et-Saint-Gabriel de Novo Miloševo
Pour les articles homonymes, voir Église Saint-Michel-et-Saint-Gabriel.
L'église Saint-Michel-et-Saint-Gabriel de Novo Miloševo (en serbe cyrillique : Црква Светог Арханђела Михаила и Гаврила у Новом Милошеву ; en serbe latin : Crkva Svetog Arhanđela Mihaila i Gavrila u Novom Miloševu) est une église orthodoxe serbe située à Novo Miloševo-Dragutinovo, dans la province autonome de Voïvodine, dans la municipalité de Novi Bečej et dans le district du Banat central en Serbie. Elle est inscrite sur la liste des monuments culturels de grande importance de la république de Serbie (identifiant no SK 1185).

## Présentation

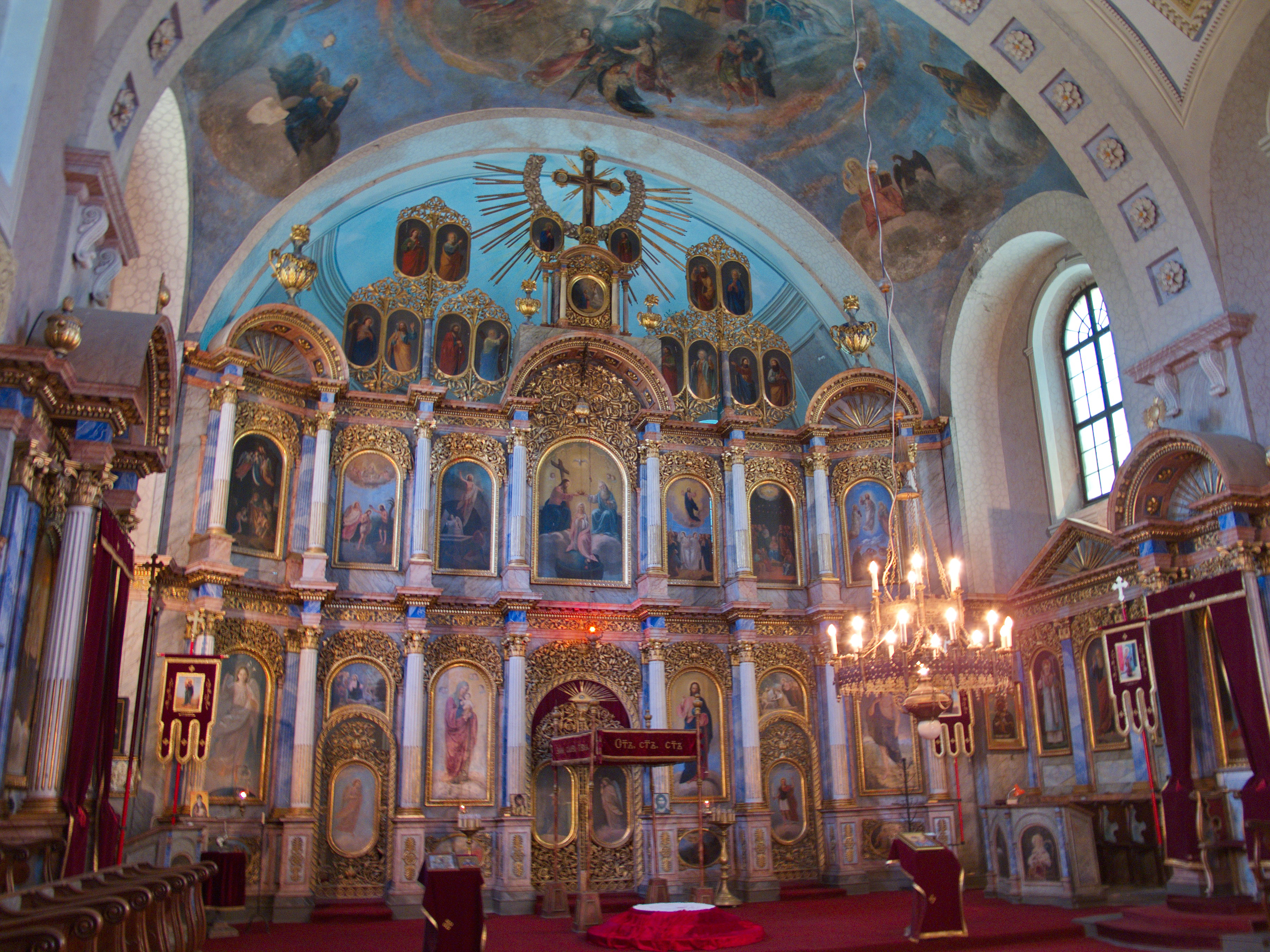
L'iconostase de l'église

Une inscription au-dessus du portail d'entrée précise que l'église actuelle a été construite en 1842 ; elle est caractéristique du style néo-classique,.
La façade occidentale est décorée de pilastres peu profonds sur lesquels repose la corniche du toit et un tympan triangulaire ; les façades latérales, quant à elles, sont rythmées par des niches encaissées qui abritent les fenêtres,.
À l'intérieur, l'iconostase, de style néo-classique dans sa variante Biedermeier, est l'œuvre d'un maître inconnu. En 1855, Nikola Aleksić a peint les icônes de l'iconostase, les trônes et le chœur, ainsi qu'un Christ au tombeau et des fresques ; élève d'Arsa Teodorović, Aleksić a été l'un des peintres serbes les plus prolifiques de la première moitié du XIXe siècle et, en quarante ans de carrière, il a également été influencé par le romantisme et le mouvement nazaréen,. D'autres fresques sont dues au peintre Joseph Geugner,.